# Javorina (Kysucké Beskydy, 1117 m)
Javorina (1117 m n. m.) je hora ve slovenské části Kysuckých Beskyd. Nachází se v jižní rozsoše vrcholu Bugaj (1140 m), od kterého je oddělena výrazným sedlem. Rozsocha se zde dělí na dvě větve: jihovýchodní, která směřuje k vrcholům Talapkovo Solisko (827 m) a Grúň (718 m), a jihozápadní, která směřuje k vrcholům Bryzgalky (972 m) a Hričovský vrch (728 m). Východní svahy hory spadají do údolí potoka Kašubova Kolíska, západní do údolí Veľkého potoka a jižní do údolí potoka Holienkov.

## Přístup
- po neznačené lesní cestě z rozcestí Pod Brýzgalkou, z osady Šadibolovci či ze sedla Przełęcz pod Jaworzyną

## Související články

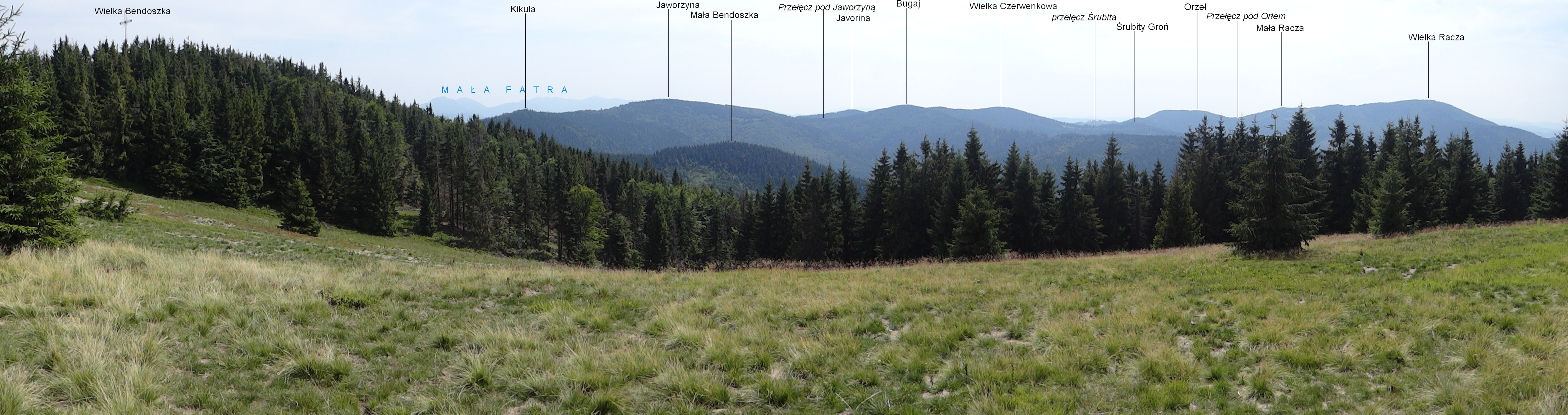
Javorina z vrcholu Pleskierówka